# Pyromania
Pyromania är det brittiska heavy metal-bandet Def Leppards tredje studioalbum, släppt 1983. Det var också det första med gitarristen Phil Collen.
Det här albumet slog gruppen igenom med, och de fick tre stora hits i och med skivsläppet. "Photograph" blev den största hiten, tätt följd av "Foolin'" och "Rock of Ages". Albumet blev tvåa på Billboard 200.

## Låtlista
1. "Rock Rock ('Til You Drop)" (Steve Clark/Joe Elliott/Robert Lange/Rick Savage) - 3:52
2. "Photograph" (Steve Clark/Joe Elliott/Robert Lange/Rick Savage/Pete Willis) - 4:12
3. "Stagefright" (Joe Elliott/Robert Lange/Rick Savage) - 3:46
4. "Too Late for Love" (Steve Clark/Joe Elliott/Robert Lange/Rick Savage/Pete Willis) - 4:30
5. "Die Hard the Hunter" (Steve Clark/Joe Elliott/Robert Lange/Rick Savage) - 6:17
6. "Foolin'" (Steve Clark/Joe Elliott/Robert Lange) - 4:32
7. "Rock of Ages" (Steve Clark/Joe Elliott/Robert Lange) - 4:09
8. "Comin' Under Fire" (Steve Clark/Joe Elliott/Robert Lange/Pete Willis) - 4:20
9. "Action! Not Words" (Steve Clark/Joe Elliott/Robert Lange) - 3:52
10. "Billy's Got a Gun" (Steve Clark/Joe Elliott/Robert Lange/Rick Savage/Pete Willis) - 5:27